# Aegilops longissima
Aegilops longissima là một loài thực vật có hoa trong họ Hòa thảo. Loài này được Schweinf. & Muschl. mô tả khoa học đầu tiên năm 1912.